# クインティリアーニ駅
クインティリアーニ駅 (Quintiliani) はローマ地下鉄のB線にある駅の一つである。ピエトラ・サングイーニャ通りにあり、駅の隣にあったカザーレ・デイ・クインティリアーニから名前が付けられた。
駅はB線のテルミニとレビッビア間の使用開始後から実に13年後の2003年6月23日に落成した。
2003年まではレビッビア方面の列車はクインティリアーニ駅には止まらずに通過していた。

## 周辺
- カーヴェ・ディ・ピエトララータ通り (via delle Cave di Pietralata)
- ピエトラ・サングイーニャ通り (via della Pietra Sanguigna)
- カザーレ・クインティリアーニ通り (via del Casale Quintiliani)

## 施設
駅には以下の施設がある:
- 乗り換え用駐車場
- 障害者を運ぶ設備
- エレベーター
- エスカレーター

## 略歴
B線開業当初、駅の名前は「ピエトララータ」で、現在のピエトララータ駅は「フェローニア」に決定していた。
1990年に駅の名称が変更となるが、この名前の採択は利用者に混乱を生じさせることとなり、現在の名前に決まった後でも閉鎖されたままであった。